# Nampa
Nampa is een plaats (city) in de Amerikaanse staat Idaho, en valt bestuurlijk gezien onder Canyon County.

## Demografie
Bij de volkstelling in 2000 werd het aantal inwoners vastgesteld op 51.867.
In 2006 is het aantal inwoners door het United States Census Bureau geschat op 76.587, een stijging van 24720 (47,7%).

## Geografie
Volgens het United States Census Bureau beslaat de plaats een oppervlakte van
51,4 km², geheel bestaande uit land. Nampa ligt op ongeveer 781 m boven zeeniveau.

## Plaatsen in de nabije omgeving
De onderstaande figuur toont nabijgelegen plaatsen in een straal van 20 km rond Nampa.